# Alistair Brack
Alistair Holland Brack (* 27. Januar 1940 in Aberdeen; † 8. Mai 2014 in Worcester) war ein schottischer Fußballspieler.

## Karriere
Brack war während seiner Schulzeit Teil des Fußballteams der St Clement Street School in Aberdeen, später spielte er im schottischen Junior Football für Woodside Athletic und den FC Stonehaven. Im Juni 1961 wurde Dundee United während eines Auswahlspiels für Aberdeenshire auf den jungen rechten Verteidiger aufmerksam.
Im August 1961 reiste Brack für ein einmonatiges Probetraining zum walisischen Profiklub Cardiff City, um seine Verpflichtung entspann sich in der Folge eine Transfersaga, ursprünglich bezahlte 75 £ Ablöse waren Stonehaven zu wenig. Brack kam über die folgenden zwei Jahre regelmäßig in Cardiffs Reserveteam zum Einsatz, bis zu seinem ersten Pflichtspielauftritt für die erste Mannschaft musste er bis Anfang September 1962 warten. Nach einem schwachen Start in die Zweitligasaison 1962/63 wurde er als rechter Verteidiger anstelle des walisischen Nationalspielers Alan Harrington aufgeboten, Trainer Bill Jones nahm zudem auch Torhüter Dilwyn John und Mittelstürmer Mel Charles aus der Mannschaft. Jones’ Wagnis ging indes nicht auf, die Mannschaft verlor 1:2 zu Hause gegen den FC Middlesbrough und zwei Spieltage später wurde Jones von seinen Aufgaben entbunden. Unter dessen Nachfolger George Swindin kam Brack gut ein Jahr später in einem Zweitrunden-Wiederholungsspiel im League Cup gegen den walisischen Konkurrenten AFC Wrexham nochmals zu einem Einsatz, auf der ungewohnten Linksaußen-Position aufgeboten unterlag das Team mit 0:3.
Ende Januar 1964 wechselte Brack ablösefrei in die Southern League zu Worcester City. Dortiger Trainer war der bei Cardiff geschasste Bill Jones, der neben Brack in den folgenden Jahren auch die Cardiff-Spieler Trevor Peck, Colin Hudson, Dai Ward, Brayley Reynolds, Peter Hooper und Ivor Allchurch zu Worcester lotste. Bei Worcester etablierte sich Brack in der Folge als langjähriger Stammspieler auf der rechten Verteidigerposition und kam bis zu seinem Karriereende im Laufe der Saison 1968/69 zu insgesamt 239 Pflichtspieleinsätzen (3 Tore). Worcester bewarb sich während dieser Zeit mehrfach erfolglos um Aufnahme in die Football League, nach dem Abstieg aus der Premier Division der Southern League 1967 gelang ein Jahr später als Meister der Division One der direkte Wiederaufstieg.
Nach seiner Laufbahn wurde Brack in Worcester sesshaft und arbeitete als Postbote bei der Royal Mail. Er verstarb 64-jährig in einem Pflegeheim nahe Worcester und hinterließ seine Frau und zwei Kinder.